# Anoplolepis opaciventris
Anoplolepis opaciventris är en myrart som först beskrevs av Carlo Emery 1899.  Anoplolepis opaciventris ingår i släktet Anoplolepis och familjen myror. Inga underarter finns listade i Catalogue of Life.